# Hesten på Kongens Nytorv
Hesten på Kongens Nytorv er en dansk dokumentarfilm fra 1952 med instruktion og manuskript af Bjarne Henning-Jensen.

## Handling
Filmen handler om genrejsningen af Christian V.s rytterstatue på Kongens Nytorv i København. Statuen, som blev opstillet i 1688, var lavet af bly; den havde fået slemme skavanker i det halvtredje hundrede år, der var gået siden da, og professor Utzon-Frank fik fra privat side i 1939 overdraget den opgave at føre rytterstatuen tilbage til dens oprindelige skikkelse og genrejse den i bronze. Det var et spændende og brydsomt arbejde. Gammelt billedmateriale måtte studeres for at få konstateret de oprindelige mål, hvorefter der blev fremstillet en rekonstruktionsmodel i kvart størrelse. En gipsafstøbning af den sammensunkne statue blev savet i mange store og små stykker; stykkerne blev hver for sig rettet op og repareret og til sidst sat sammen igen, så statuen fik sin oprindelige form. Resten af arbejdet foregik hos bronzestøberen, og i maj 1946 afsløredes den genrejste rytterstatue på Kongens Nytorv.